# Frutioidia mitella
Frutioidia mitella är en insektsart som beskrevs av Webb 1980. Frutioidia mitella ingår i släktet Frutioidia och familjen dvärgstritar. Inga underarter finns listade i Catalogue of Life.